# Juri Nikolajewitsch Grigorowitsch

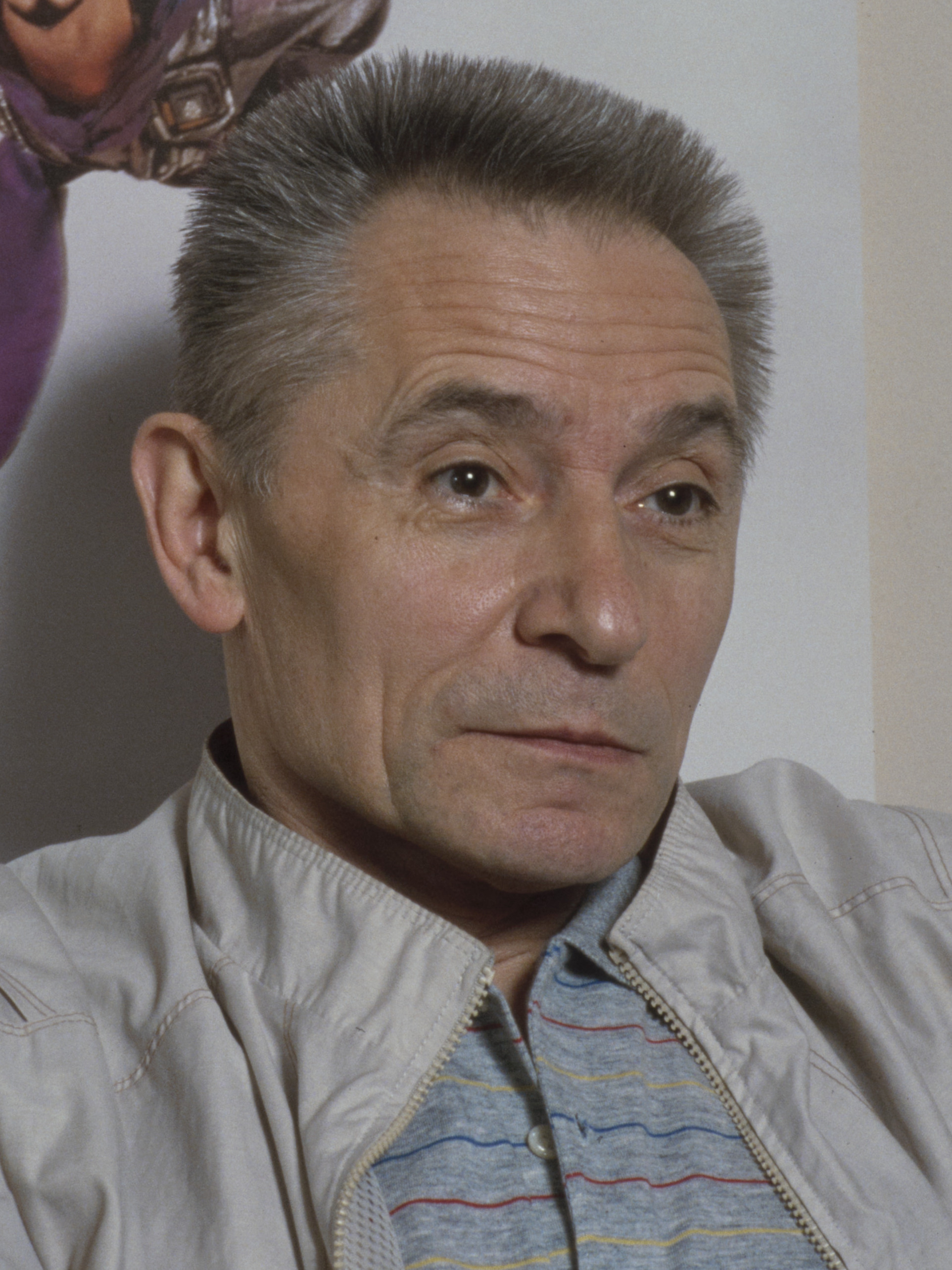
Grigorowitsch Porträt (1979)

Juri Nikolajewitsch Grigorowitsch (russisch Юрий Николаевич Григорович; geboren am 2. Januar 1927 in Leningrad; gestorben am 19. Mai 2025 in Moskau) war ein sowjetischer und russischer Balletttänzer, Ballettmeister und Choreograf sowie Ballettlehrer, der als Bolschoi-Chef rund 30 Jahre lang eine herausragende Rolle im russischen klassischen Ballett spielte.

## Leben
Grigorowitsch stammte aus einer Familie, die über seine Mutter als Ballerina verbunden war mit dem Mariinski-Ballett, der weltbekannten russischen Ballettkompanie aus Sankt Petersburg. Er graduierte 1946 an der Waganowa-Ballettakademie und tanzte darauffolgend bis 1962 als Solist der dortigen Kompagnie Kirow. Mit seinen Inszenierungen von Prokofjew-Ballettstücken, Die steinerne Blume (1957) und Die Legende von der Liebe, (1961) machte er sich einen Namen als Choreograf. Zum Bolschoi-Theater  wechselte er 1964, wo er als künstlerischer Direktor und Chefchoreograf bis 1995 arbeitete. Danach übernahm er Choreografien für andere russische Kompanien, bis er sich in Krasnodar niederließ, da er dort ein eigenes Ensemble gegründet hatte.
Grigorowitsch übernahm häufig den Juryvorsitz bei internationalen Wettbewerben im klassischen Ballett. Nach dem Tod seiner Ehefrau, der Ballerina Natalja Bessmertnowa, wurde ihm 2008 angeboten, erneut als Ballettmeister in die Leitungsebene des Bolschoi zurückzukehren, was er gerne annahm. Am 19. Mai 2025 starb Grigorowitsch im Alter von 98 Jahren, ohne je im Ruhestand gewesen zu sein.

## Internationale Rezeption
Weltberühmt ist seine Inszenierung des Sklavenaufstand-Balletts Spartakus, die zuletzt vom Bayerischen Staatsballett übernommen bis 2020 in München aufgeführt wurde. Seine Choreografien von Schwanensee, Dornröschen und Nussknacker werden bis in die Gegenwart weiterhin im Bolschoi getanzt und waren oder sind dem (inter)nationalen Publikum per Livestream oder Video in Kinosälen vertraut. Mit dem französischen Choreografen Maurice Béjart gab es wechselseitige schöpferische Impulse.

## Auszeichnungen (Auswahl)
- Volkskünstler der RSFSR (1966)
- Leninpreis (1970)
- 2 × Leninorden (1976, 1986)
- 2 × Staatspreis der UdSSR (1977, 1985)
- Orden der Oktoberrevolution (1981)
- Held der sozialistischen Arbeit (1986)
- Verdienstorden für das Vaterland 1. Klasse (2011)
- Staatspreis der Russischen Föderation (2017)

## Belege
1. ↑  Биография Юрия Григоровича (russisch)
2. 1 2  Ein Stern unter Sternen, Nachruf auf ballett-journal.de vom 19. Mai 2025, abgerufen am 21. Mai 2025
3. ↑  Titan of Russian ballet Yuri Grigorovich dies aged 98, BBC News vom 20. Mai 2025, abgerufen am 21. Mai 2025

| Personendaten    | Personendaten                                             |
| ---------------- | --------------------------------------------------------- |
| NAME             | Grigorowitsch, Juri Nikolajewitsch                        |
| ALTERNATIVNAMEN  | Григорович, Юрий Николаевич (russisch); Grigorovich, Yury |
| KURZBESCHREIBUNG | sowjetisch-russischer Balletttänzer und Choreograf        |
| GEBURTSDATUM     | 2. Januar 1927                                            |
| GEBURTSORT       | Leningrad                                                 |
| STERBEDATUM      | 19. Mai 2025                                              |
| STERBEORT        | Moskau                                                    |